# Hans Geitel
Hans Friedrich Geitel (Braunschweig, 1855 – Wolfenbüttel, 1923) è stato un fisico tedesco.
Con Julius Elster svolse importanti studi sulla ionizzazione dell'atmosfera e sul fenomeno del decadimento radioattivo, realizzando un fotometro e inventando il fototubo.